# Distretto di Bozüyük
Il distretto di Bozüyük (in turco Bozüyük ilçesi) è uno dei distretti della provincia di Bilecik, in Turchia.